# Bletilla formosana
Bletilla formosana är en orkidéart som först beskrevs av Bunzo Hayata, och fick sitt nu gällande namn av Rudolf Schlechter. Bletilla formosana ingår i släktet Bletilla och familjen orkidéer. Inga underarter finns listade i Catalogue of Life.